# Smältelektrolys

Smältelektrolys för utvinning av aluminium.

Smältelektrolys är en metod som används för att framställa metaller. Detta gör man genom att elektrolysera saltsmältor. Metaller som framställs på detta sätt är litium, kalcium, magnesium, natrium  och aluminium.